# Elektrofahrzeug

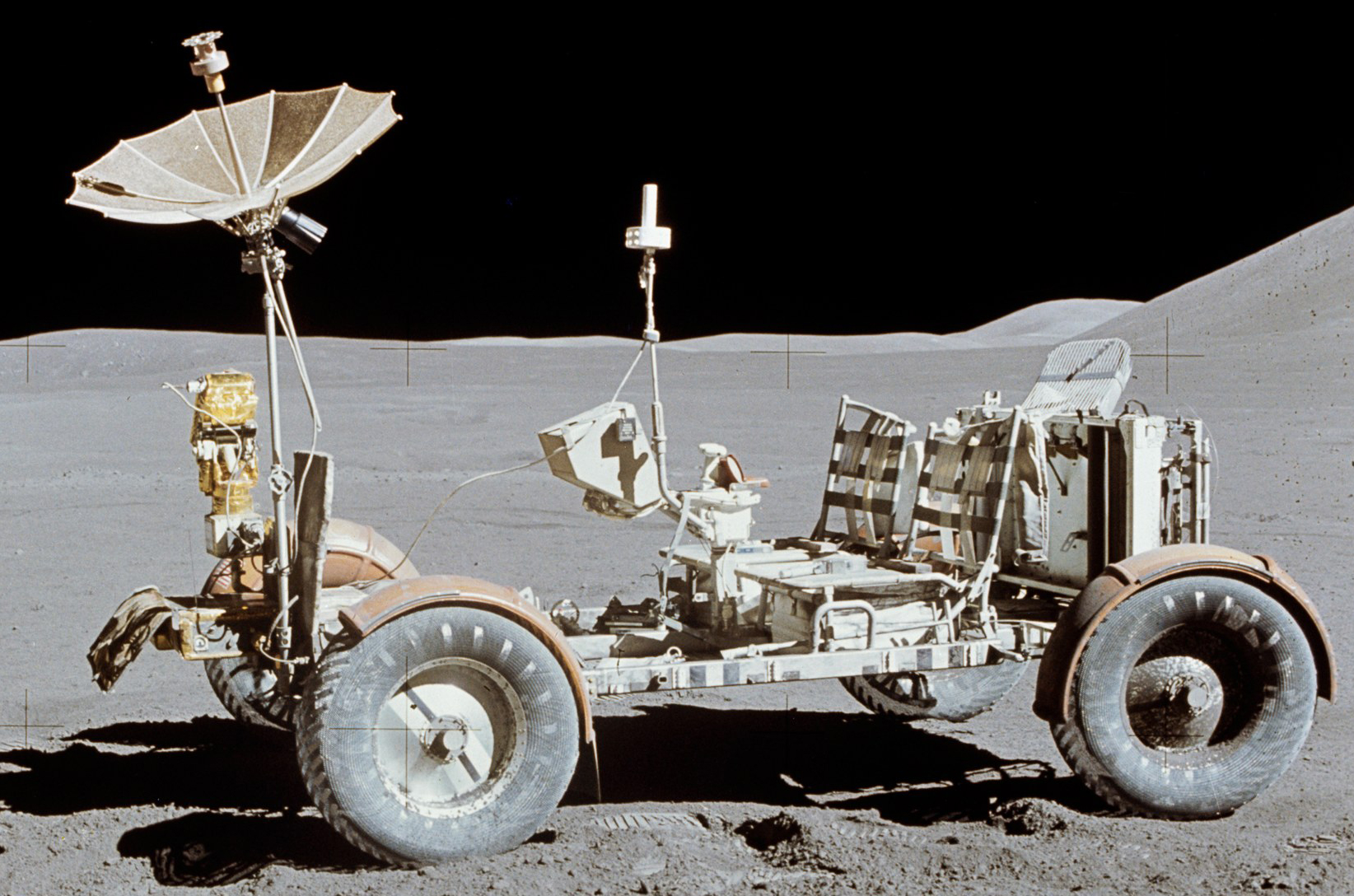
Lunar Roving Vehicle (1971)

Ein Elektrofahrzeug ist ein Verkehrsmittel, das mit elektrischer Energie angetrieben wird. Es können damit Straßenfahrzeuge (Kraftfahrzeuge), Schienenfahrzeuge, Wasserfahrzeuge oder Luftfahrzeuge gemeint sein. Elektrofahrzeugen wird die Antriebsenergie in Form von elektrischer Energie zugeführt. Diese wird in Antriebsbatterien im Fahrzeug gespeichert oder bei Bedarf permanent von außen zugeführt (z. B. Stromschiene, Oberleitung, Induktion).

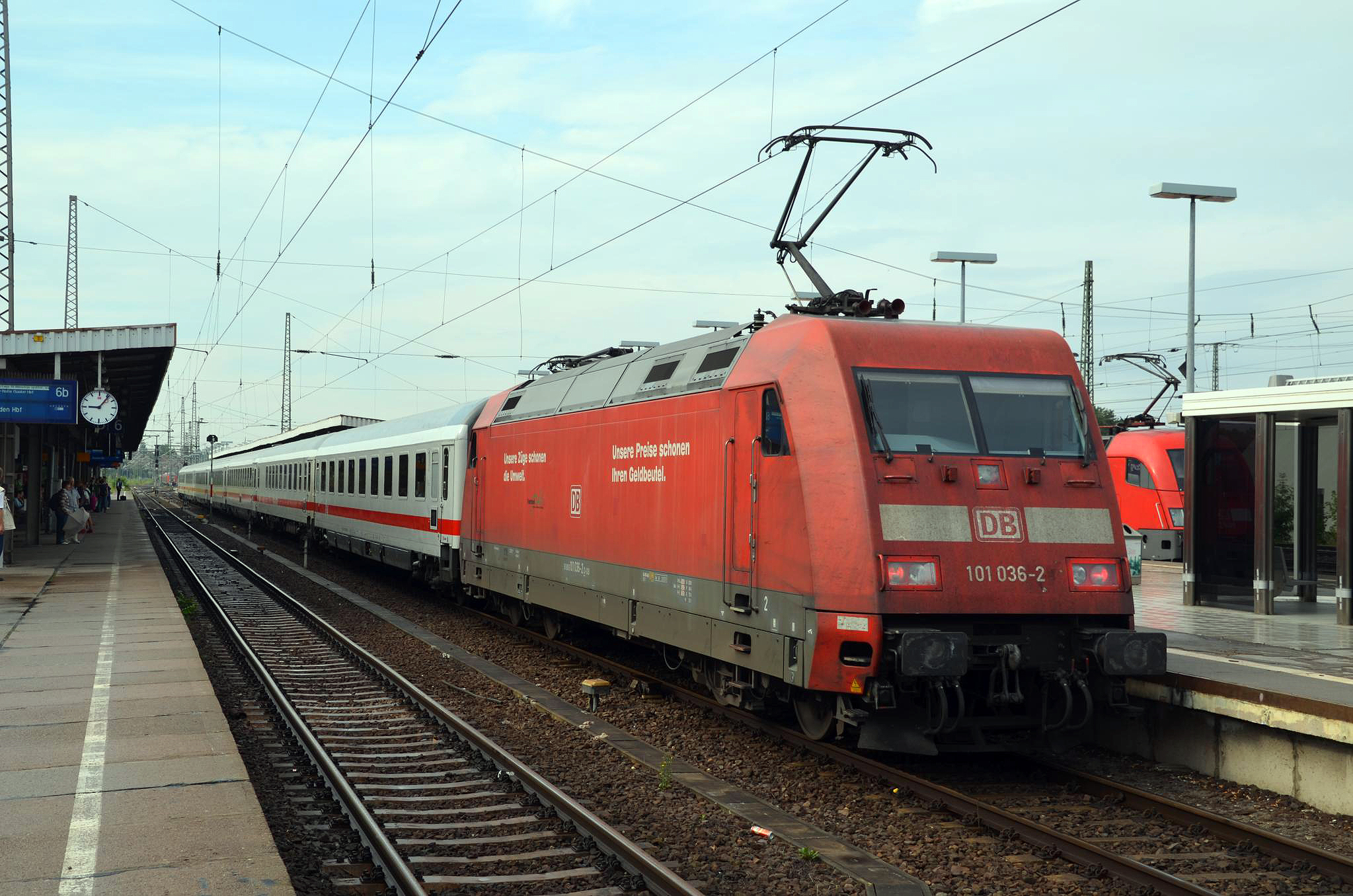
Elektrolokomotive

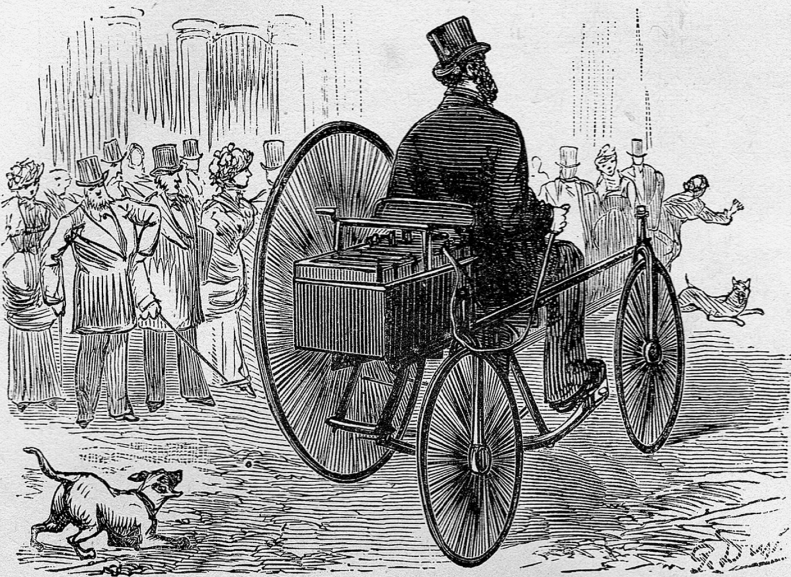
Trouvé Tricycle, Paris – erstes Elektrofahrzeug für den Straßenverkehr, 1881

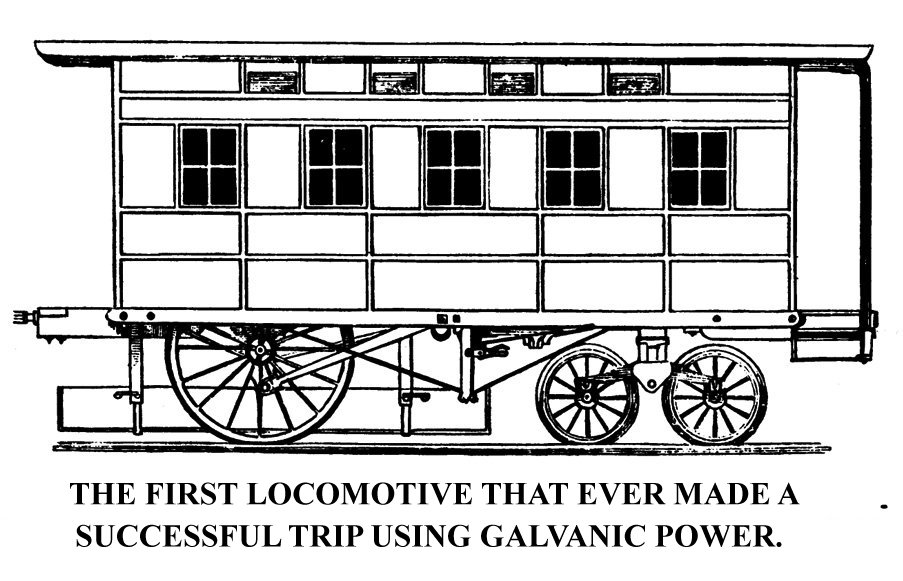
Die batteriebetriebene Lokomotive von Charles Page (1851)

Bei Hybridfahrzeugen wird der Elektroantrieb mit einem anderen Antrieb kombiniert und die Fahrzeuge auch über andere Energieträger versorgt, sie gelten deshalb nicht als Elektrofahrzeuge. Ein Pedelec (ein Fahrrad, bei dem der Fahrer von einem Elektroantrieb unterstützt wird) ist ein Human-Elektro-Hybridfahrzeug und wird zu den Hybridfahrzeugen gezählt.
Die Nutzung von Elektrofahrzeugen nennt man Elektromobilität.

## Unterbegriffe

### Batterieelektrisches Fahrzeug (BEV)
Batterieelektrische Fahrzeuge (englisch battery electric vehicle, kurz BEV) nutzen als alleinige Energiequelle eine Antriebsbatterie, die per Stecker oder Stromabnehmer aufgeladen wird. Dazu gehören u. a. Elektroautos, Elektrolastkraftwagen, Batteriebusse, Elektrische Baumaschinen, Elektrotraktoren und Akkumulatortriebwagen.

### Brennstoffzellenfahrzeug (FCEV)
Brennstoffzellenfahrzeuge (englisch Fuel Cell Electric Vehicle, kurz FCEV) sind Elektrofahrzeuge, die ihre Energie aus einer Brennstoffzelle beziehen.

### Plug-in-Hybrid-Elektrofahrzeug (PHEV)
Plug-in-Hybrid-Elektrofahrzeuge (englisch plug-in hybrid electric vehicle, kurz PHEV) nutzen eine Antriebsbatterie, die sowohl über einen Verbrennungsmotor als auch per Stecker (englisch to plug in, „einstöpseln, anschließen“) aufgeladen werden kann.

### Plug-in-Elektrofahrzeug (PEV)
Die Obermenge von batterieelektrischen Fahrzeugen und Plug-in-Hybrid-Fahrzeugen wird als Plug-in-Elektrofahrzeug (englisch plug-in electric vehicle, kurz PEV) bezeichnet.

### New Energy Vehicle (NEV)
Der Begriff wird häufig in China verwendet. Dieser umfasst batterieelektrische Fahrzeuge (BEV), Brennstoffzellenfahrzeuge (FCEV) und Plug-in-Hybrid-Fahrzeuge (PHEV).

## Fahrzeugarten

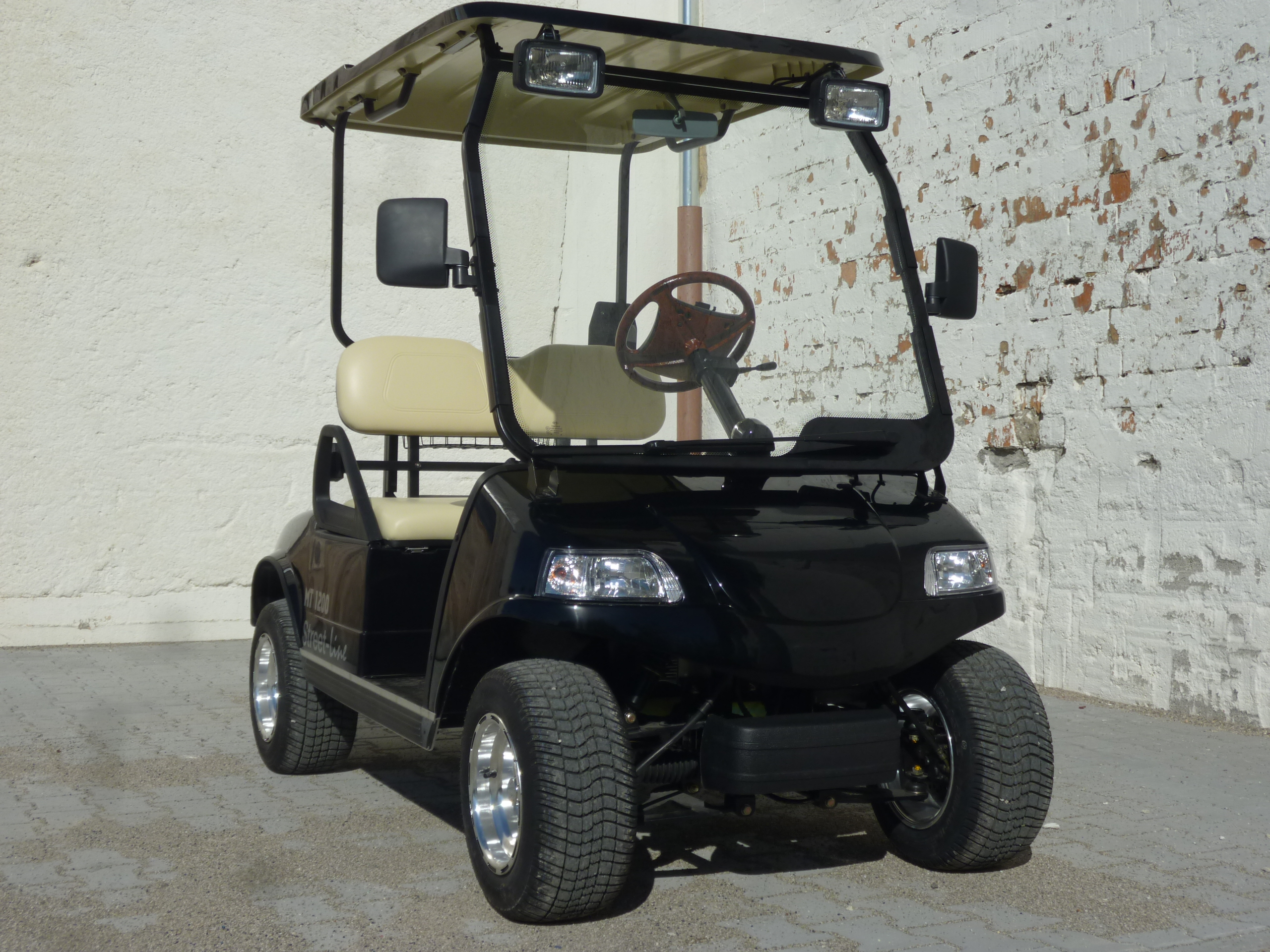
Vierrädriges Leichtkraftfahrzeug bis 350 kg (L6e): Golfmobil MT 1200 Streetline

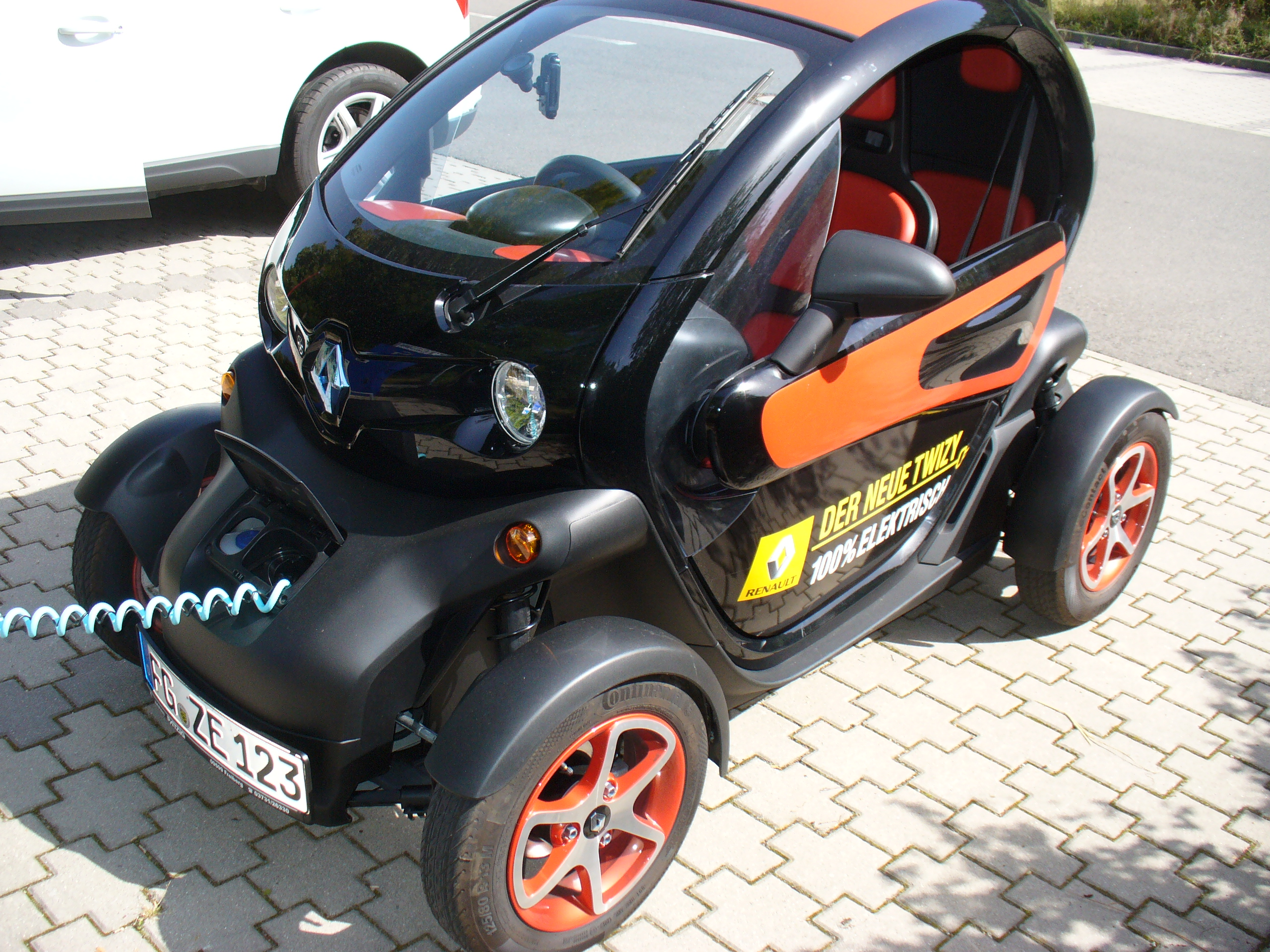
Leichtes vierrädriges Kraftfahrzeug bis 400 oder 550 kg (L7e): Renault Twizy

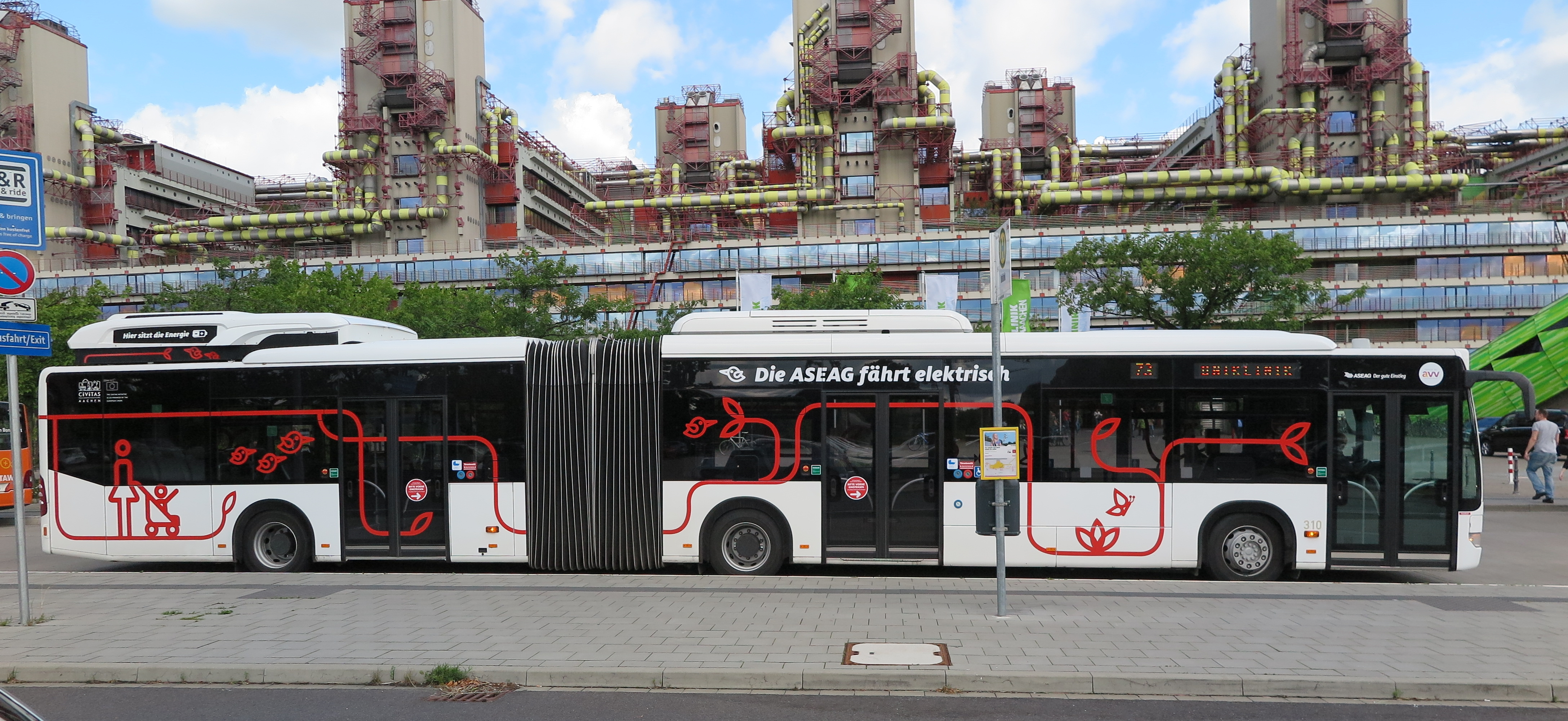
Elektrogelenkbus der ASEAG, Batteriebus

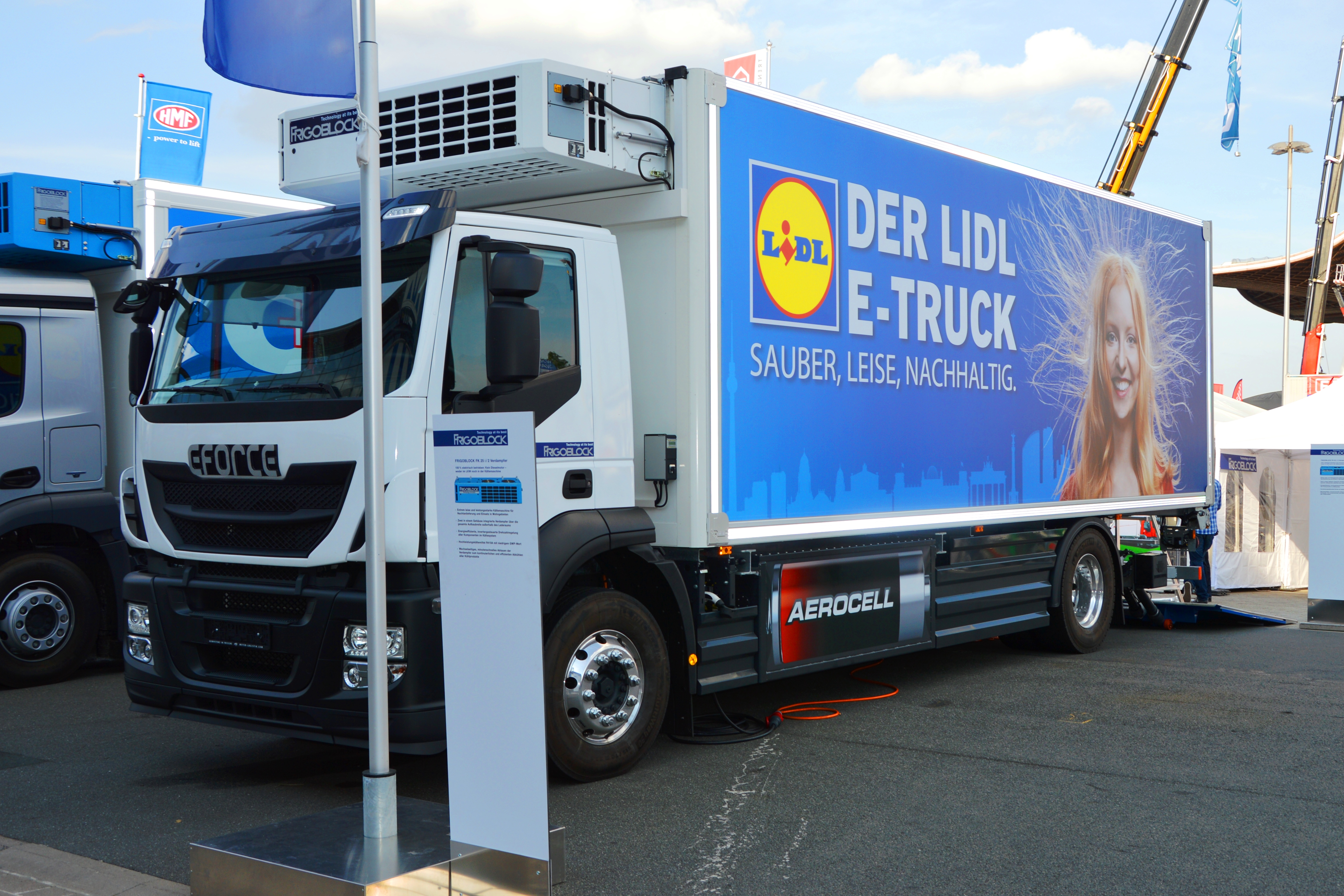
Elektrolastkraftwagen e-Force One

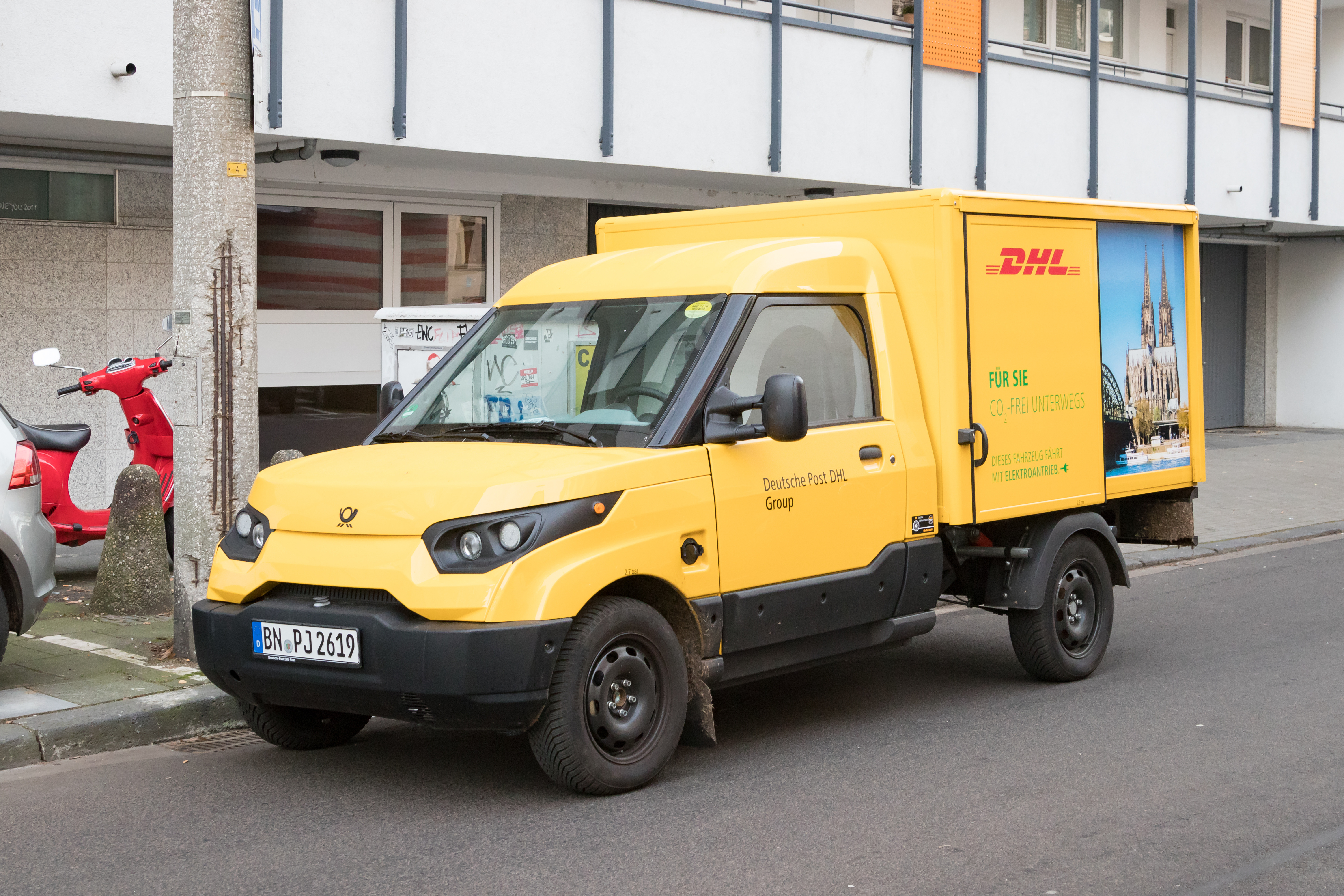
StreetScooter Work der Deutschen Post AG (2016)

In Deutschland sind die Bezeichnungen für Elektrofahrzeuge wenig systematisiert und nicht eindeutig. Hier werden Fahrzeugarten entsprechend dem Verzeichnis des deutschen Kraftfahrt-Bundesamtes aufgelistet.

### Kraftfahrzeuge
§ 54 Abs. 5 lit. m der Straßenverkehrsordnung 1960 bezeichnet als Elektrofahrzeug ein von außen aufladbares Kraftfahrzeug mit einem Antriebsstrang, der mindestens einen nicht-peripheren elektrischen Motor als Energiewandler mit einem elektrisch aufladbaren Energiespeichersystem, das extern aufgeladen werden kann, enthält.
- Krafträder (L) – dazu gehören zwei- und dreirädrige sowie leichte vierrädrige Kraftfahrzeuge
  - Kleinkraftrad (L1e, L2e): zulassungsfreies Kraftrad mit Versicherungskennzeichen bis 4 kW
    - E-Bike (bis 45 km/h)

  - Kraftrad (L3e, L4e): zulassungspflichtiges Kraftrad mit amtlichem Kennzeichen
    - Elektromotorroller
    - Elektromotorrad

  - Dreirädrige Kraftfahrzeuge (L5e): zulassungspflichtiges Kraftrad mit amtlichem Kennzeichen
    - Elektrodreirad
    - Elektrotrike

  - Leichtkraftfahrzeuge (L6e): zulassungsfreies Kraftrad mit Versicherungskennzeichen
    - Leichtelektromobil

  - leichte Kraftfahrzeuge (L7e): zulassungspflichtiges Kraftrad bis 400 kg bzw. 550 kg für Güter mit amtlichem Kennzeichen
    - schwere Quads
- Kraftfahrzeuge zur Personenbeförderung (M)
  - Personenkraftwagen (M1, M1G)
    - Elektroauto (E-Auto)
    - Hybridelektrokraftfahrzeug

  - Omnibusse (M2, M2G, M3, M3G): Kraftfahrzeuge zur Personenbeförderung mit mehr als 9 Sitzplätzen
    - Oberleitungsbus
    - Duo-Bus
    - Batteriebus
    - Hybridbus
    - Gyrobus
- Lastkraftwagen (N): Kraftfahrzeuge zur Güterbeförderung oder mit besonderer Zweckbestimmung
  - Oberleitungslastkraftwagen
  - Elektrolastkraftwagen
  - Elektromuldenkipper
- Anhänger (O)
- Land- oder forstwirtschaftliche Zugmaschinen (T)
  - Elektrotraktor
- Zugmaschinen auf Gleisketten (C)
  - Elektrobagger und andere elektrische Baumaschinen

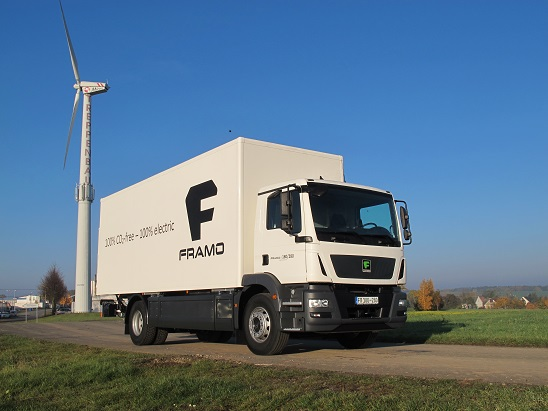
Elektrolastkraftwagen FRAMO e180 280

- Sonstige Kraftfahrzeuge
  - Krankenfahrstuhl
    - Elektromobil (E-Mobil)

  - Elektrokleinstfahrzeug
    - E-Tretroller (E-Scooter)

### Schienenfahrzeuge
- Elektrische Eisenbahnen, Akkumulatortriebwagen
- S-Bahnen
- U-Bahnen
- Straßenbahn
- Magnetschwebebahn
- Grubenbahn
- Bergbahn und Seilbahn, meistens über den Seilantrieb
- Coaster

### Wasserfahrzeuge
- Elektroboot
- U-Boot

### Luftfahrzeuge
- Elektroflugzeug
- Elektroluftschiff
- Solarflugzeug
- Elektrohubschrauber wie der Volocopter

### Sonstige Elektrofahrzeuge
- Elektrofahrrad ohne Pedalantrieb (mit Tretunterstützung handelt es sich um einen Hybridantrieb)
- Elektrorollstuhl
- TRIKKE eV (electric Vehicle)
- Elektro-Skateboard, elektromotorisierte Rollschuhe/Inline-Skates
- rein elektrisch betriebenes Einrad
- Segway mit nur seitlich schwenkbarer Lenkstange
- Brett für breitbeinig darauf gestellte Füße mit einer mittig quer abrollenden Walze oder beidseits längs rollenden Rädern, die über Geschwindigkeitsdifferenz Kurvenfahrt steuern
- E-Kart
- Elektrokarren, Golfmobil
- Elektrostapler
- Solarfahrzeuge
- Fahrerloses Transportfahrzeug
- Ferngesteuerte Fahrzeuge im Spielzeugbereich
- Auslieferungswagen für Milch und andere „nächtliche“ Produkte im Nahbereich
- Konduktwagen – die Bestattung Wien stellte 1991/92 von gas- auf elektrobetriebene um[3]
- Gebäudelift